# روزماري ديكارلو
روزماري آن ديكارلو (بالإنجليزية: Rosemary Anne DiCarlo)‏ (مواليد 1947 - ) هي دبلوماسية أمريكية، شغلت منصب وكيل الأمين العام للأمم المتحدة للشؤون السياسية منذ مايو 2018، وهي أول امرأة تتولى هذا المنصب، وعملت سابقًا كسفيرة للولايات المتحدة الأمريكية لدى الأمم المتحدة بعد استقالة سوزان رايس لتصبح مستشار الأمن القومي.